# Cauto
Cauto je řeka v jihovýchodní části Kuby. Měří 344 km a je nejdelší řekou na Kubě i na všech antilských ostrovech. Je také druhou nejvodnější kubánskou řekou po řece Toa. Její povodí má rozlohu 8 928 km² a žije v něm okolo jednoho milionu obyvatel.
Řeka pramení nedaleko města Palma Soriano v pohoří Sierra Maestra v nadmořské výšce 600 metrů. Protéká provinciemi Santiago de Cuba, Holguín, Granma a Las Tunas. Přibírá řadu přítoků, z nichž nejvýznamnější jsou Bayamo, Caney, Mefán Caña a Yarayabo. Vlévá se do zálivu Guacanayabo nedaleko Manzanilla, při jejím ústí se rozkládají rozlehlé bažiny.
Cauto je splavné do sta kilometrů od ústí (na Kubě jsou pouze dvě splavné řeky, tou druhou je Sagua la Grande). Na řece byla postavena přehrada Gilbert Valdés Roig. Řeka je využívána k zavlažování, v jejím povodí se pěstuje rýže, tabák a cukrová třetina. Intenzivní hospodářství vede ke znečištění vody a dezertifikaci břehů, v roce 2003 byl proto spuštěn ozdravný projekt.
Carlos Manuel de Céspedes je autorem básnické ódy na řeku Cauto.